# Brahmana Periya-Agraharam
Brahmana Periya-Agraharam é uma panchayat (vila) no distrito de Erode , no estado indiano de Tamil Nadu.

## Demografia
Segundo o censo de 2001,  Brahmana Periya-Agraharam  tinha uma população de 21,275 habitantes. Os indivíduos do sexo masculino constituem 51% da população e os do sexo feminino 49%. Brahmana Periya-Agraharam tem uma taxa de literacia de 64%, superior à média nacional de 59.5%; with male literacy of 71% and female literacy of 57%. 12% da população está abaixo dos 6 anos de idade.